# Sergej Aleksandrovič Pavlov
Sergej Aleksandrovič Pavlov (16. rujna 1955.) je ruski nogometni trener.
U sezoni 2008. vodi FK Kuban iz Krasnodara.
Zaslužni je trener Rusije 1994. godine.
Trenirao je sljedeće klubove:
- Tekstiljščik Kamyšin 1979. – 1997.
- Saturn Ramenskoje 1998. – 2000.
- Uralan Elista 2001. – 2002.
- Černomorec Novorossijsk 2003.
- Spartak Moskva 2003.
- Luč-Energija Vladivostok 2004-2007.
- FK Kuban Krasnodar 2008.

Od većih uspjeha, pod njegovim vodstvom, klub Tekstiljščik je 1991., Saturn 1998., Uralan 2001. i Luč-Energija 2005. godine plasirali su se u višu ligu.
Radio je i u trenerskom stožeru ruskog nogometnog predstavništva u dva navrata, 1995. – 1996. i 1999. – 2002. godine, uključujući i SP 2002.
U travnju 2017. Pavlov je imenovan za menadžera kluba Atirau FK nakon ostavke Zorana Vulića. Sam Pavlov je dao ostavku 21. rujna 2017.

## Vanjske poveznice
- Sergej Pavlov(na ruskom)